# Mistrzostwa Europy w Lekkoatletyce 1946 – skok w dal mężczyzn

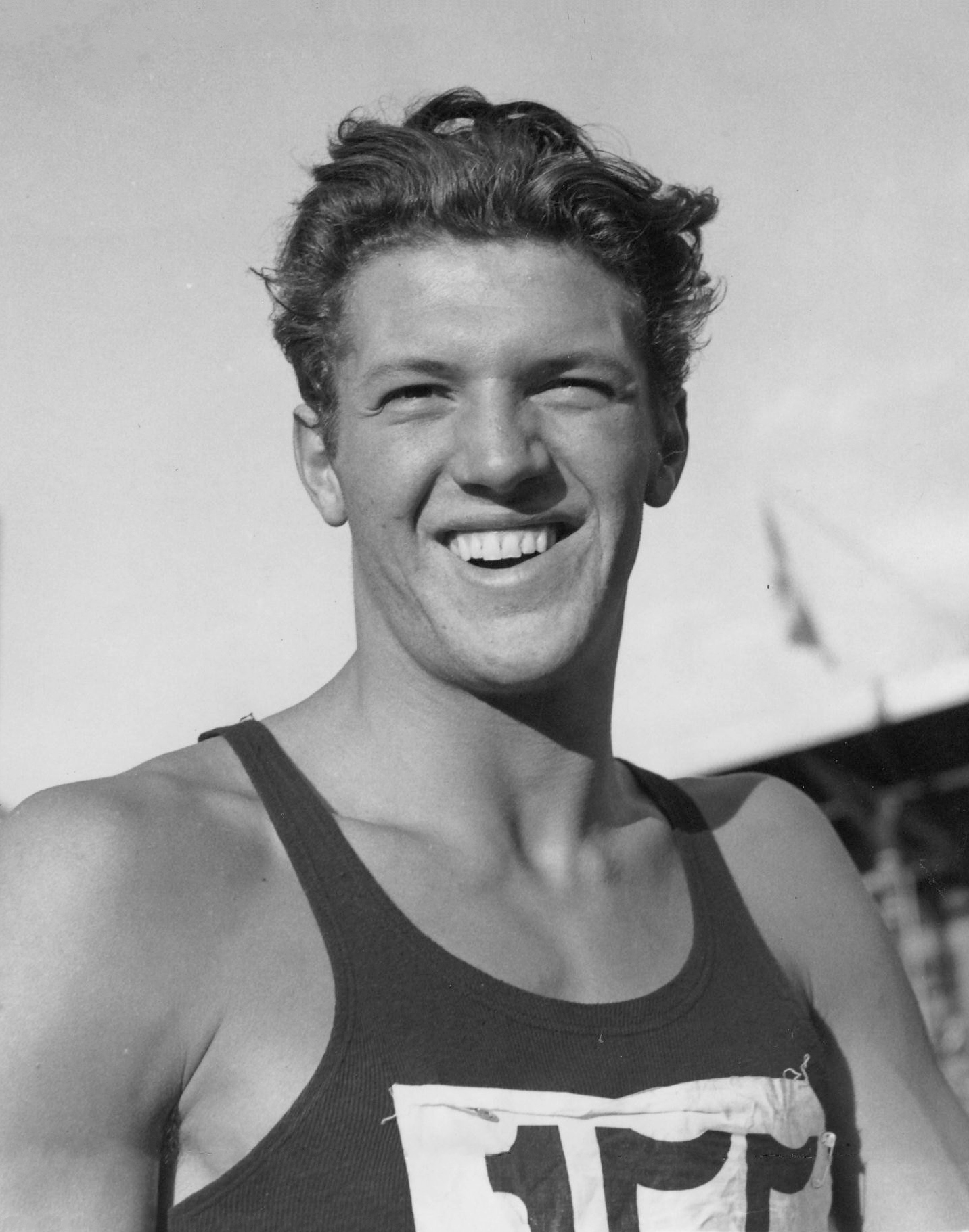
Olle Laessker

Skok w dal mężczyzn był jedną z konkurencji rozgrywanych podczas III Mistrzostw Europy w Oslo. Kwalifikacje i finał zostały rozegrane w sobotę, 24 sierpnia 1946 roku. Zwycięzcą tej konkurencji został Szwed Olle Laessker. W rywalizacji wzięło udział czternastu zawodników z dziesięciu reprezentacji.

## Rekordy
| Rekord świata     | Jesse Owens (USA)     | 8,13 | Ann Arbor, Stany Zjednoczone | 25.05.1935 |
| Rekord Europy     | Luz Long (GER)        | 7,90 | Berlin, Niemcy               | 01.08.1937 |
| Rekord mistrzostw | Wilhelm Leichum (GER) | 7,65 | Paryż, Francja               | 03.09.1938 |

## Wyniki

### Kwalifikacje
| Miejsce | Zawodnik           | Wynik | Uwagi |
| ------- | ------------------ | ----- | ----- |
| 1       | Olle Laessker      | 7,18  | Q     |
| 2       | Lucien Graff       | 7,09  | Q     |
| 3       | Egidio Pribetti    | 7,08  | Q     |
| 4       | Oliver Steinn      | 7,06  | Q     |
| 5       | Dennis Watts       | 7,00  | Q     |
| 6       | Miroslav Řihošek   | 6,98  | Q     |
| 7       | Stig Håkansson     | 6,94  | Q     |
| 8       | Zdeněk Matys       | 6,78  | Q     |
| 9       | Mees Naaktgeboren  | 6,77  |       |
| 10      | Jean Studer        | 6,74  |       |
| 11      | Björn Vilmundarson | 6,69  |       |
| 12      | Armand Bour        | 6,58  |       |
| 13      | Léopold Delcour    | 6,56  |       |
| 14      | Preben Larsen      | 6,53  |       |

### Finał
| Miejsce | Zawodnik         | Wynik | Uwagi |
| ------- | ---------------- | ----- | ----- |
| 1       | Olle Laessker    | 7,42  |       |
| 2       | Lucien Graff     | 7,40  |       |
| 3       | Miroslav Řihošek | 7,29  | NR    |
| 4       | Egidio Pribetti  | 7,28  |       |
| 5       | Stig Håkansson   | 6,97  |       |
| 6       | Dennis Watts     | 6,95  |       |
| 7       | Zdeněk Matys     | 6,92  |       |
| 8       | Oliver Steinn    | 6,82  |       |